# Nàutils
Els nautílids (gr. ναυτίλος, nautilos, 'navegant') són una família de mol·luscs cefalòpodes de l'ordre dels nautílides, coneguts popularment com a nàutils. Són els únics membres vivents de la subclasse dels nautiloïdeus, que aparegueren durant l'Ordovicià inferior, fa uns 480 milions d'anys, per la qual cosa són considerats fòssils vivents. Originàriament, el nom «nàutil» designava uns altres cefalòpodes, els argonautes, també coneguts com a «nàutils de paper».
Són animals d'uns quinze centímetres de diàmetre, especialment coneguts per la seva conquilla calcària. Es mouen lentament, però tot i això són capaços d'alimentar-se de petits peixos i crustacis. Hi ha exemplars mascles i femelles, i es troben exclusivament a l'oceà Pacífic.

## Morfologia

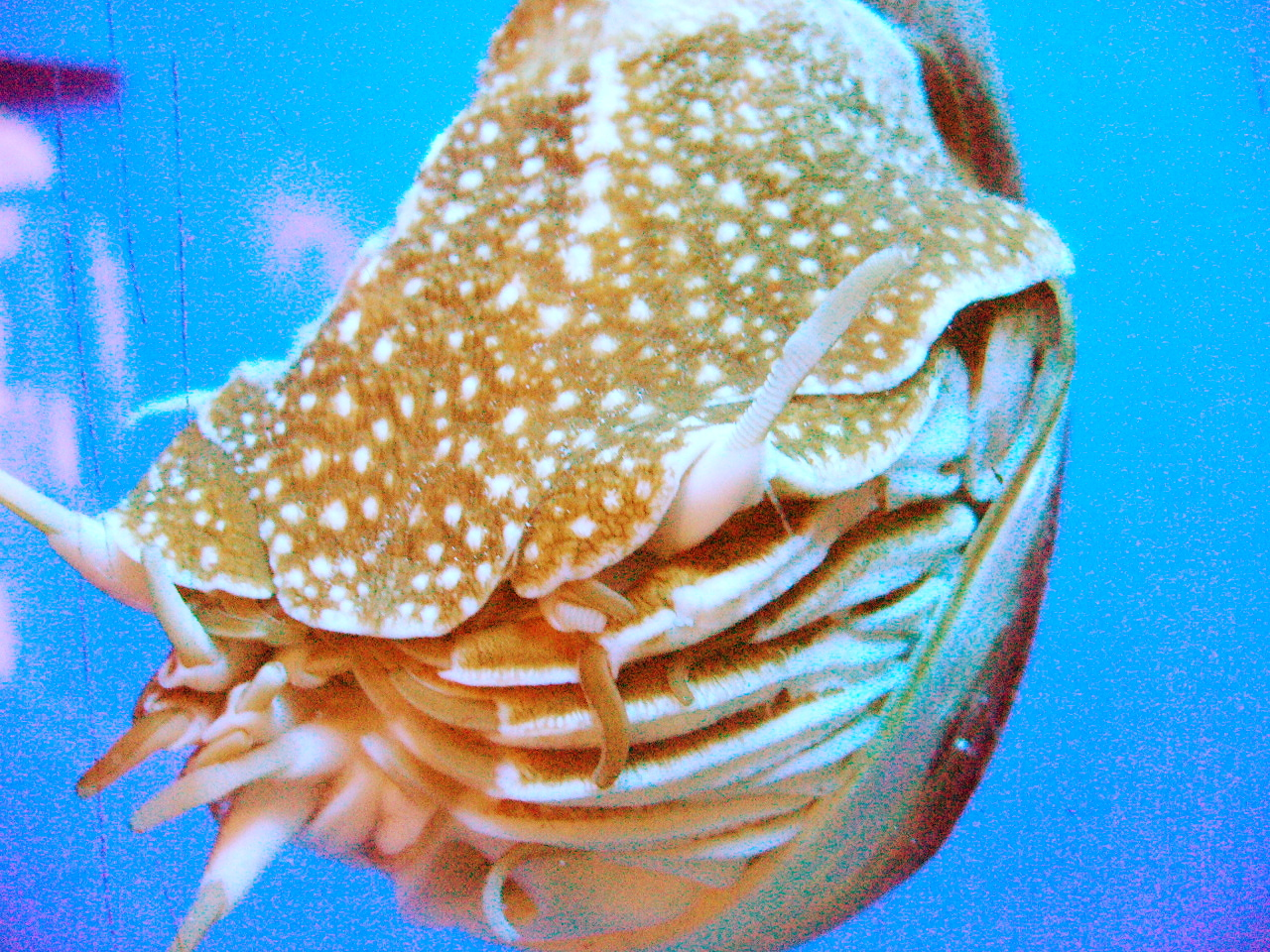
Nàutil que mostra els tentacles

### Descripció general
Els nàutils són criatures amb una conquilla de cambres múltiples semblants a l'ornament d'un bàcul, i amb entre vuitanta i noranta tentacles sense ventoses protegits per una caputxa carnosa. En els mascles, quatre d'aquests tentacles estan modificats com a òrgans copuladors. El bec dels nàutils és quitinós i calcari. La ràdula és grossa i es caracteritza pel fet que conté tretze dents en cada filera. Els nàutils presenten dos parells de brànquies o ctenidis, és a dir, són tetrabranquiats. També tenen dos parells de nefridis, que han perdut la connexió amb la cavitat pericardíaca. El seu sistema nerviós és difós, similar al dels cefalòpodes dibranquis. No presenten cervell organitzat en ganglis, sinó que el cervell forma un anell que envolta l'esòfag.
Aquests animals poden arribar a fer fins a vint centímetres, tot i que rarament superen aquesta mida. N. pompilius és l'espècie més grossa del gènere, mentre que N. macromphalus n'és la més petita.

### Conquilla

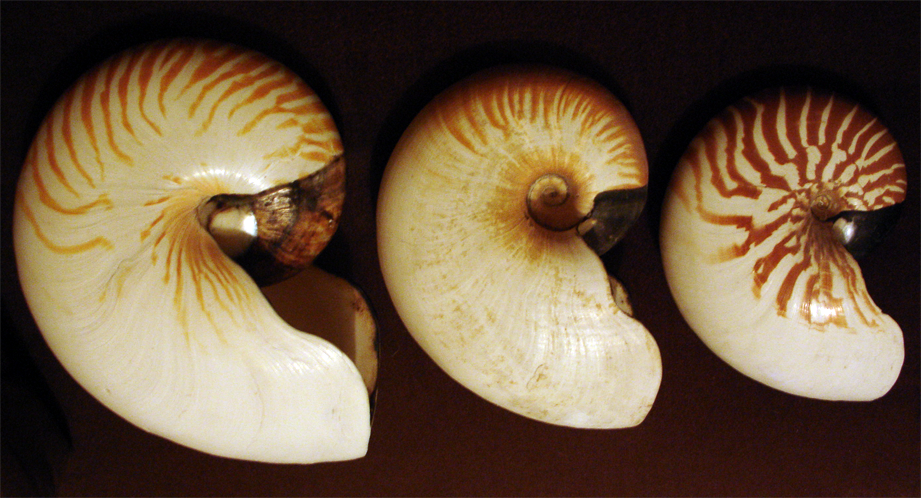
Conquilles de nàutils: N. macromphalus (esquerra), A. scrobiculatus (centre), N. pompilius (dreta)

Els nàutils són els únics cefalòpodes vivents que presenten l'estructura externa sòlida del cos en forma de conquilla. L'animal pot refugiar-se completament dins la seva conquilla, tancant-ne l'entrada amb una caputxa de pell formada per dos tentacles especialitzats plegats. La closca és espiral, calcària i resistent a la pressió, que esclata a una fondària d'uns 800 metres. La conquilla dels nàutils està constituïda per dues capes: la capa externa és de color blanc (ocre), mentre que la capa interna és de color blanc llampant amb iridescències. La part més interna de la conquilla és d'un blau grisós.
La conquilla del nàutil està dividida en diferents cambres separades per septes transversals. L'animal sempre viu a la cambra frontal, la més grossa. La resta de cambres també són funcionals, i s'utilitzen per a controlar la flotabilitat de l'animal, és a dir, per moure's envers la superfície o bé per submergir-se. Cadascun dels septes presenta una petita obertura per la qual passa un cordó tissular, el sifúncul, que comunica les diferents cambres entre si.
Les cries neixen amb set cambres totalment formades. A mesura que l'animal creix, el mantell produeix nova closca, i l'animal es va desplaçant periòdicament cap endavant. Segons estudis realitzats amb Nautilus pompilus en aquaris, aquesta espècie assoleix la mida màxima a l'edat d'entre set i vuit anys, amb un total d'aproximadament trenta cambres.
La coloració de la conquilla manté l'animal camuflat dins l'aigua. Quan es mira des de dalt, la conquilla té colors foscs i està marcada amb ratlles irregulars que fa que es camufli en la foscor de les aigües profundes. D'altra banda, la part de baix és blanca i fa que l'animal sigui indistingible de les aigües properes a la superfície de l'oceà.
Entre dues cambres consecutives del nàutil, és a dir, entre dos estadis del seu creixement, existeix una relació d'isometria del 6%. Això significa que l'animal pot créixer un 6% més en ocupar una nova cambra, i exactament amb la mateixa forma. Calen divuit cambres per a completar una volta sencera. En aquest procés l'animal triplica la seva mida. La conquilla dels nàutils és un dels millors exemples d'una espiral logarítmica natural.

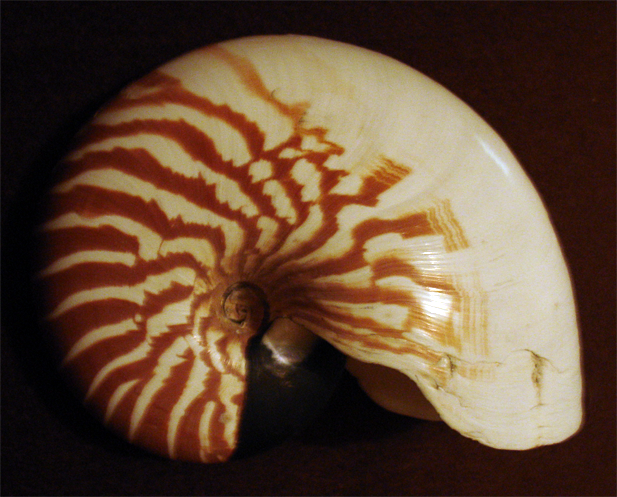
Conquilla de N. macromphalus
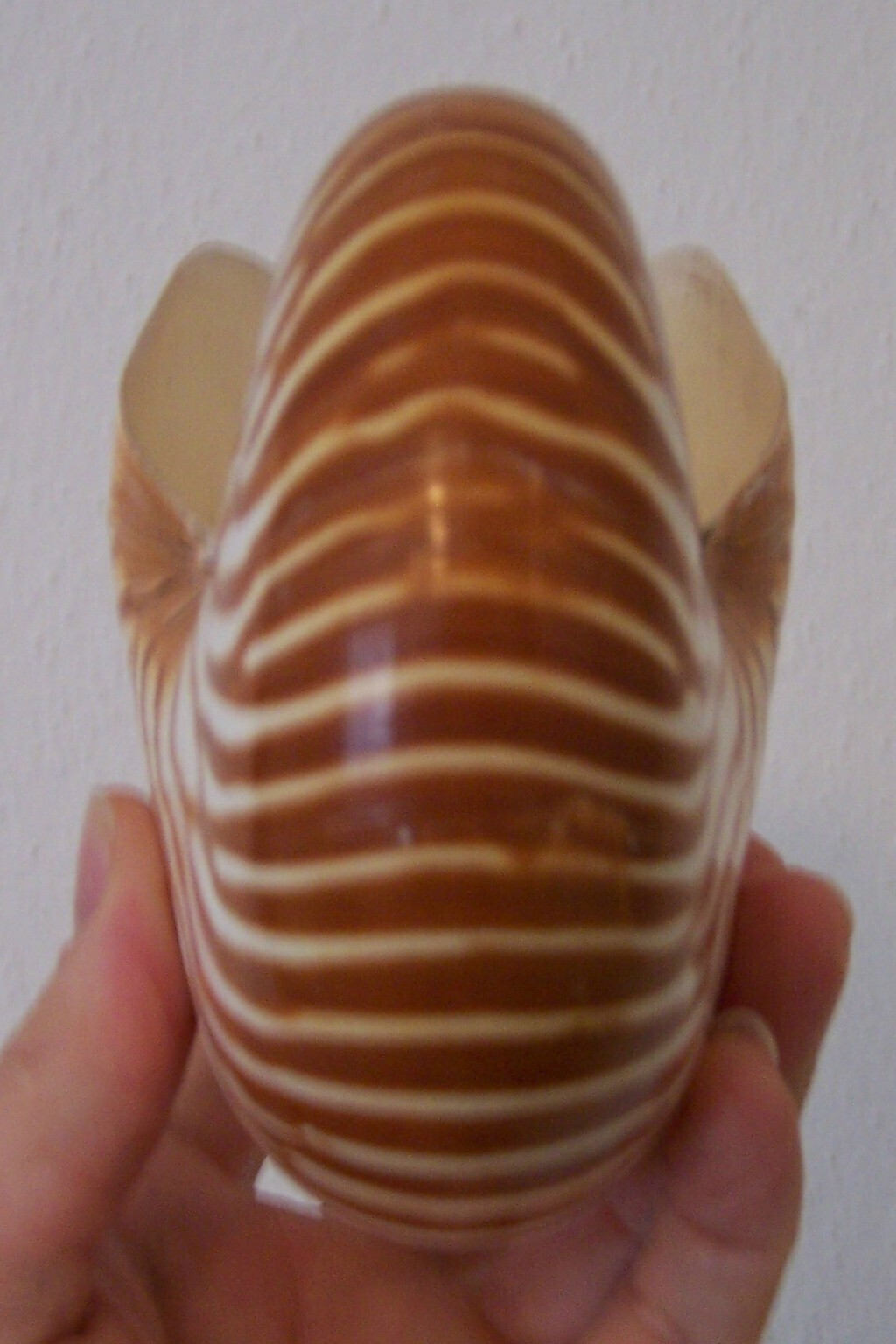
Una conquilla de nàutil vista des de dalt
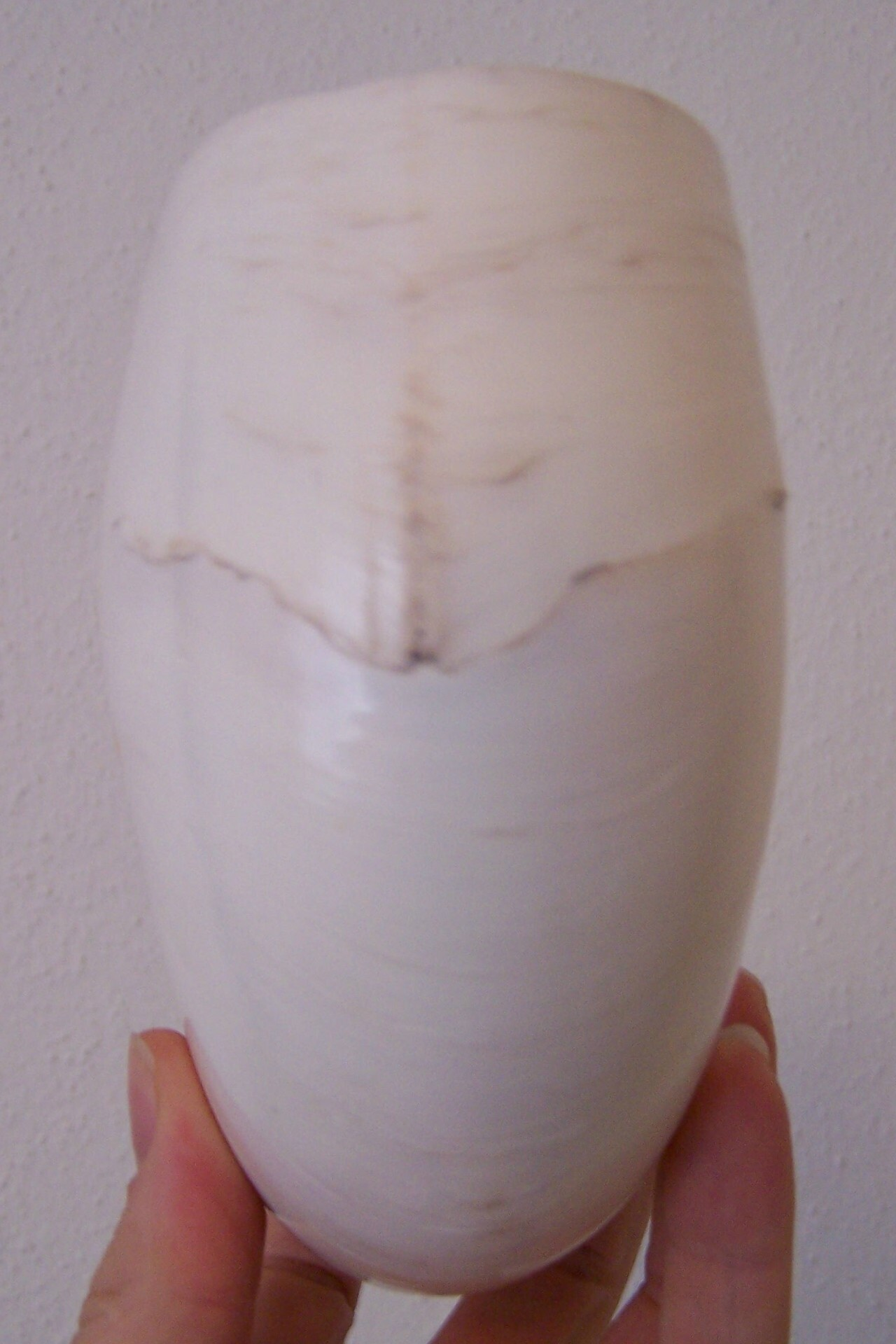
La mateixa conquilla vista des de baix
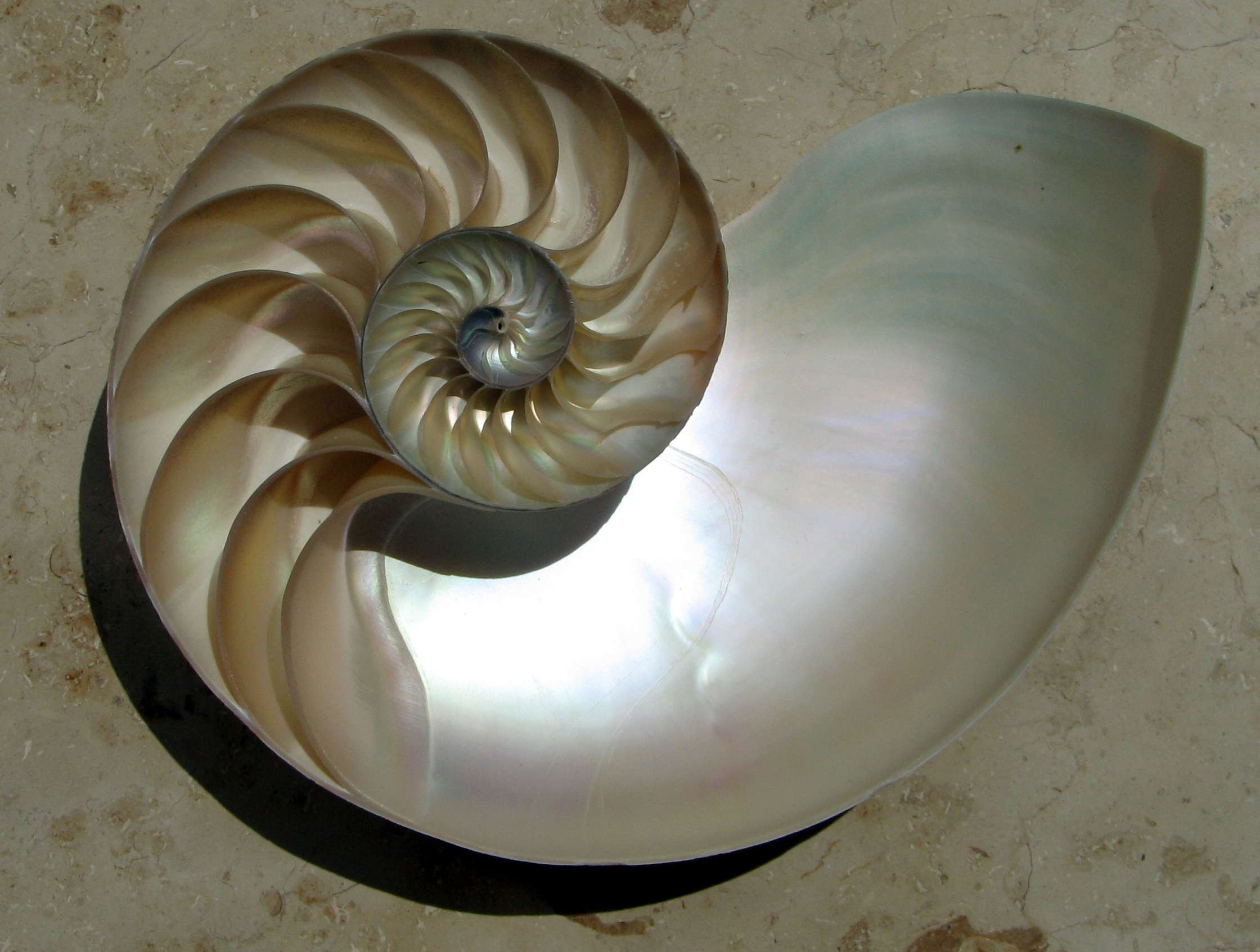
Mitja conquilla que mostra l'espiral logarítmica

### Ull

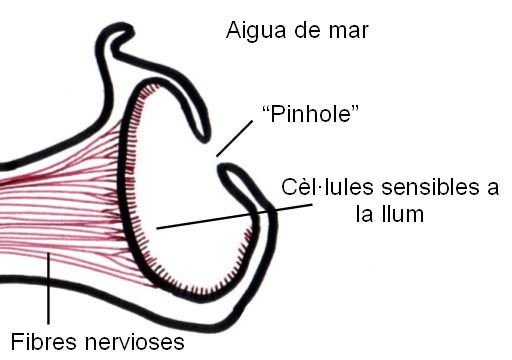
Secció d'un ull de nàutil

Els ulls camerals dels nàutils són primitius respecte als de la resta de cefalòpodes. A diferència dels seus parents, els pops i calamars, els nàutils no tenen bona vista i s'ajuden de les olors per orientar-se. L'estructura dels ulls, situats just a sota de la caputxa a l'extrem de curts peduncles, està molt ben desenvolupada, però no presenten lents. Tenen unes senzilles obertures anomenades estenops a través de les quals passa l'aigua i permeten la formació d'imatges en absència de llum; l'estenop forma la imatge al darrere. Per a produir una imatge nítida és necessari que l'obertura sigui molt petita, de l'ordre de 0,5 mm. En reduir el grau d'obertura, el nàutil aconsegueix una bona sensibilitat direccional i també sensibilitat a les formes. Tot i això, a causa de la manca de còrnia i lents, els nàutils veuen amb una resolució pobra i una imatge fosca i dèbil.
En els ulls, s'hi troben estatocists que informen sobre la posició i els moviments del cos.

### Aparell digestiu
L'esòfag dels nàutils és musculós i condueix el menjar cap a una expansió d'aquest, el ventrell. Després, el menjar és dirigit cap a l'estómac. A la part anterior de l'estómac es troba adherit un cec de forma espiral.
Anàlisis de la digestió de Nautilus pompilius mitjançant l'ús de raigs X han revelat que l'aliment arriba a l'estómac vint minuts després de ser ingerit, on és trossejat. El bol alimentari passa per l'intestí prim al cap de tres hores i pel bucle rectal al cap de cinc hores. Així doncs, el temps entre la ingestió i l'expulsió és d'aproximadament dotze hores.

### Aparell circulatori
L'aparell circulatori dels nàutils és tancat, com el de la resta de cefalòpodes, però presenta trets més arcaics. El seu cor presenta quatre aurícules i un sol ventricle. És innervat per neurones que responen a la serotonina, generant-ne les contraccions rítmiques, i es pot accelerar la contracció dels músculs del cor per acció directa de la noradrenalina.

## Ecologia

### Hàbitat i distribució
Viuen als pendents de les barreres de corall a profunditats a partir de noranta i fins a sis-cents metres. Tot i ser capaços de tolerar uns canvis de pressió i temperatura considerables, prefereixen les aigües fredes, vora els 7 °C, i és per això que en aigües càlides rarament se'ls troba per sobre dels cent metres de fondària. Els nàutils poden morir si se'ls manté en temperatures superiors a 25 °C. Són animals nocturns que ascendeixen als esculls de corall durant les hores fosques per tal d'alimentar-se. Es pot considerar que porten una vida a mig camí entre la dels organismes del plàncton i els del nècton, són epibentònics.
Només es troben a les aigües tropicals de l'Indopacífic, dels 30° N als 30° S de latitud i dels 90° als 185° W de longitud.

### Alimentació
Els nàutils són depredadors i presenten una dieta variada. S'alimenten de crustacis i de peixos petits, així com de detrits i algues que capturen mitjançant els tentacles. Aquests tenen unes petites regates que els permeten capturar les preses. Un cop capturades, els tentacles porten el menjar cap a la boca. Les mandíbules, ben desenvolupades, s'encarreguen de moldre l'aliment. Es creu que utilitzen senyals químics per a detectar les preses, a causa de la seva mala visió.

## Comportament
Els nàutils són animals solitaris, tot i que no territorials. Es creu que durant el dia es mantenen en les profunditats marines per tal d'evitar depredadors capaços de trencar la conquilla, com les tortugues.

### Moviment
Els nàutils són cefalòpodes musculosos, però lents. Per a desplaçar-se i nedar utilitzen l'aigua com a mitjà de propulsió. Mitjançant l'hipònom faciliten l'entrada i sortida d'aigua de la cavitat paleal. Una vegada la cambra és plena d'aigua, l'espiracle la separa de la sal i la difon a la sang. Els nàutils controlen la capacitat de flotar en funció del gas (principalment nitrogen) que hi ha a la cambra. Són les cèl·lules del sifúncul les encarregades de regular aquesta flotabilitat. Quan es troben en repòs, se subjecten amb els apèndixs a les pedres.
L'espècie N. belauensis pot descendir fins aproximadament 600 metres i es desplaça aproximadament 0,45-0,8 quilòmetres per dia. Poden nedar o caminar pel fons de l'oceà.
La majoria dels cefalòpodes, entre aquests els nàutils, Sepia i Euprymna, produeixen secrecions adhesives que utilitzen per a agafar substrats i capturar les preses. Les estructures secretores estan situades als tentacles en el cas dels nàutils. L'expulsió de la secreció s'aconsegueix mitjançant la contracció dels músculs tentaculars.
Els nàutils, a diferència de la resta de cefalòpodes, no tenen una glàndula de tinta. La seva conquilla externa els dona protecció davant d'altres animals.

### Reproducció
Els nàutils presenten dimorfisme sexual i es reprodueixen mitjançant la posta d'ous.
Els mascles presenten un òrgan copulador de forma cònica constituït per quatre tentacles modificats petits, que serveix per a transferir l'esperma. Aquests braços tenen ventoses especials o compartiments que empren per a transportar els espermatòfors. Per dur a terme la còpula la parella de nàutils s'encara. El procés de transferència pot ser molt breu o bé prolongar-se en el temps. Les femelles ponen els ous un cop a l'any, durant diversos anys, i regeneren les gònades. Utilitzen estratègies reproductives de tipus K.
La posta normalment consta de dotze ous que fan entre 25 i 35 mm, que es dipositen al substrat dins d'unes càpsules. Es desenvolupen subjectes a les roques d'aigües poc profundes, a una temperatura lleugerament superior a la temperatura òptima dels adults. Els ous triguen dotze mesos a desenvolupar-se abans que els nàutils, d'uns 30 mm de longitud, els trenquin. Els nàutils creixen lentament i viuen al voltant de vint anys, temps excepcionalment llarg per als cefalòpodes.
Els nàutils mascles sexualment madurs se senten atrets per l'olor de les femelles. Sembla que aquesta olor és secretada per la glàndula rectal.

## Història natural

### Evolució
Els nautiloïdeus (que inclouen els nàutils) i els ammonits són els dos grups de cefalòpodes que presenten conquilla. Els primers van aparèixer al Cambrià i presenten conquilles rectes o corbes i sutures simples; avui en dia només estan representats pels gèneres Nautilus i Allonautilus. Els animals pertanyents al tàxon dels ammonits, a diferència dels nàutils, presentaven una conquilla enrotllada i envans i sutures complexes. Aquest segon grup de cefalòpodes amb conquilla van aparèixer al Silurià i van desaparèixer al final del període Cretaci. No sabem res de les parts toves dels ammonits i nautiloïdeus extints, però se suposa que eren similars a les dels nàutils.
El registre fòssil indica que els nàutils gairebé no han evolucionat durant els últims 500 milions d'anys, i els nautiloïdeus són molt més extensos i variats des de fa 200 milions d'anys. La majoria dels que començaren a tenir conquilles rectes es troben en el gènere Lituites, ja extingit. Es desenvoluparen durant el Cambrià, i durant l'Ordovicià es van convertir en un dels depredadors més importants del mar. Algunes espècies van arribar a tenir 2,5 metres de longitud. L'altra subclasse de cefalòpodes, Coleoidea, es va separar dels nàutils fa milions d'anys, i els nàutils han continuat invariables des d'aleshores. Entre els parents dels nàutils extints es troben els ammonits, els baculits i els goniatits.

### Filogènesi
S'han utilitzat seqüències gèniques, el nombre de cromosomes i la morfologia com a indicadors filogenètics en l'estudi dels nàutils.
Els caràcters primitius dels nàutils han sigut explorats a partir de les dades morfològiques i moleculars (seqüència 18S del rRNA) per tal d'esbrinar l'evolució dels llinatges de cefalòpodes vivents. El conjunt de diferències moleculars interespecífiques donen suport a la separació de les espècies presents en dos gèneres supervivents, Nautilus i Allonautilus. Recentment, estudis filogenètics basats en seqüències gèniques nuclears i mitocondrials han ajudat a aclarir la taxonomia dels cefalòpodes. El rRNA 18S és més llarg en Nautilus que en qualsevol altre mol·lusc conegut, incloent els altres cefalòpodes.
S'especula amb la possibilitat que el reduït nombre de cromosomes, compartits per Nautilus i els octòpodes, és l'estat ancestral dels cefalòpodes. Sovint es considera A. scrobiculatus com el llinatge més antic en l'evolució dels nàutils.
S'ha seqüenciat l'ADN mitocondrial de Nautilus macromphalus i s'ha observat un nombre inusual de regions no codificants. El cariotip d'aquesta mateixa espècie ha sigut comparat amb el d'altres espècies:

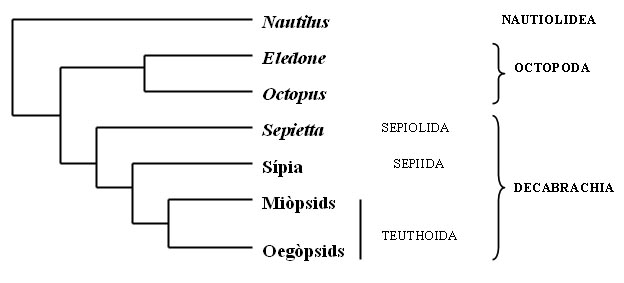
Reconstrucció de la filogènia dels cefalòpodes a partir de trets moleculars i morfològics

### Tàxons incerts o dubtosos
Els següents tàxons associats a la família Nautilidae són, o han estat, d'estatus taxonòmic incert:
| Nom binomial i autor                       | Estatus sistemàtic actual                                     | Localització          | Dipòsit de l'espècimen tipus                  |
| ------------------------------------------ | ------------------------------------------------------------- | --------------------- | --------------------------------------------- |
| Nautilus alumnus Iredale, 1944             | Espècies dubtoses [fide Saunders (1987:49)]                   | Queensland, Austràlia | No designat [fide Saunders (1987:49)]         |
| Nautilus ambiguus Sowerby, 1848            | Espècies dubtoses [fide Saunders (1987:48)]                   | No designat           | Sense resoldre                                |
| Nautilus beccarii L., 1758                 | No cefalòpode; Foraminifera fide Frizzell i Keen (1949:106)   |                       |                                               |
| Nautilus calcar L., 1758                   | ? No cefelòpode; Foraminifera Lenticulina                     | Mar Adriàtic          | Sense resoldre; Societat Linneana de Londres? |
| Nautilus crispus L., 1758                  | Sense determinar                                              | Mar Mediterrani       | Sense resoldre; Societat Linneana de Londres? |
| Nautilus crista L., 1758                   | No cefalòpode; Turbo [fide Dodge (1953:14)]                   |                       |                                               |
| Nautilus fascia L., 1758                   | Sense determinar                                              | Mar Adriàtic          | Sense resoldre; Societat Linneana de Londres? |
| Nautilus granum L., 1758                   | Sense determinar                                              | Mar Mediterrani       | Sense resoldre; Societat Linneana de Londres? |
| Nautilus lacustris Lightfoot, 1786         | No cefalòpode; Helix [fide Dillwyn (1817:339)]                |                       |                                               |
| Nautilus legumen L., 1758                  | Sense determinar                                              | Mar Adriàtic          | Sense resoldre; Societat Linneana de Londres? |
| Nautilus micrombilicatus Joubin, 1888      | Nomen nudum                                                   |                       |                                               |
| Nautilus obliquus L., 1758                 | Sense determinar                                              | Mar Adriàtic          | Sense resoldre; Societat Linneana de Londres? |
| Nautilus pompilius marginalis Willey, 1896 | Espècies dubtoses [fide Saunders (1987:50)]                   | Nova Guinea           | Sense resoldre                                |
| Nautilus pompilius moretoni Willey, 1896   | Espècies dubtoses [fide Saunders (1987:49)]                   | Nova Guinea           | Sense resoldre                                |
| Nautilus pompilius perforatus Willey, 1896 | Espècies dubtoses [fide Saunders (1987:49)]                   | Nova Guinea           | Sense resoldre                                |
| Nautilus radicula L., 1758                 | ?No cefalòpode; Foraminifera nodosaria                        | Mar Adriàtic          | Sense resoldre; Societat Linneana de Londres? |
| Nautilus raphanistrum L., 1758             | Sense determinar                                              | Mar Mediterrani       | Sense resoldre; Societat Linneana de Londres? |
| Nautilus raphanus L., 1758                 | Sense determinar                                              | Mar Adriàtic          | Sense resoldre; Societat Linneana de Londres? |
| Nautilus semi-lituus L., 1758              | Sense determinar                                              | Liburni, Mar Adriàtic | Sense resoldre; Societat Linneana de Londres? |
| Nautilus sipunculus L., 1758               | Sense determinar                                              | "freto Siculo"        | Sense resoldre; Societat Linneana de Londres? |
| Nautilus umbilicatus L., 1758              | Sense determinar                                              | Liburni, Mar Adriàtic | Sense resoldre; Societat Linneana de Londres? |
| Nautilus texturatus Gould, 1857            | Nomen nudum                                                   |                       |                                               |
| Octopodia nautilus Schneider, 1784         | Rebutjat el nom específic [fide Opinion 233, ICZN (1954:278)] |                       |                                               |

### Espècies

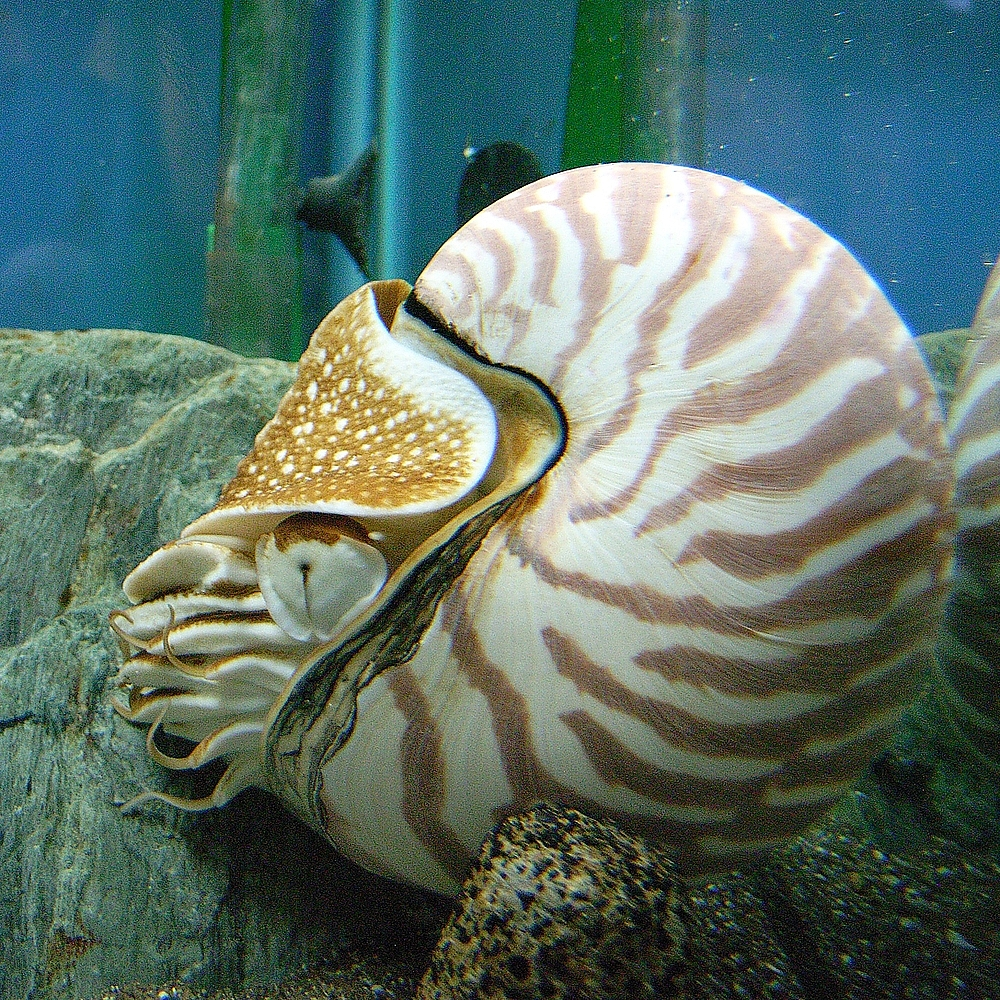
Un nàutil a l'Aquari Himeji, Japó

La composició del gènere Nautilus no està encara ben establerta. Algunes espècies són només conegudes per la descripció de les conquilles que ha arrossegat el corrent, sense cap observació o descripció dels animals. El nombre d'espècies vàlides és encara objecte de debat. Només tres espècies són universalment acceptades: N. pompilus, N. macromphalus i N. scrobiculatus.
Tot i això, podem dir que el subordre Nautilina comprèn sis espècies molt similars distribuïdes en dos gèneres: 
- Gènere Allonautilus
  - Allonautilus perforatus
  - Allonautilus scrobiculatus
- Gènere Nautilus
  - Nautilus belauensis
  - †Nautilus clarkanus
  - †Nautilus cookanum
  - Nautilus macromphalus
  - Nautilus pompilius (espècie tipus)
    - Nautilus pompilius pompilius
    - Nautilus pompilius suluensis

  - †Nautilus praepompilius
  - Nautilus stenomphalus

## Els nàutils i l'ésser humà

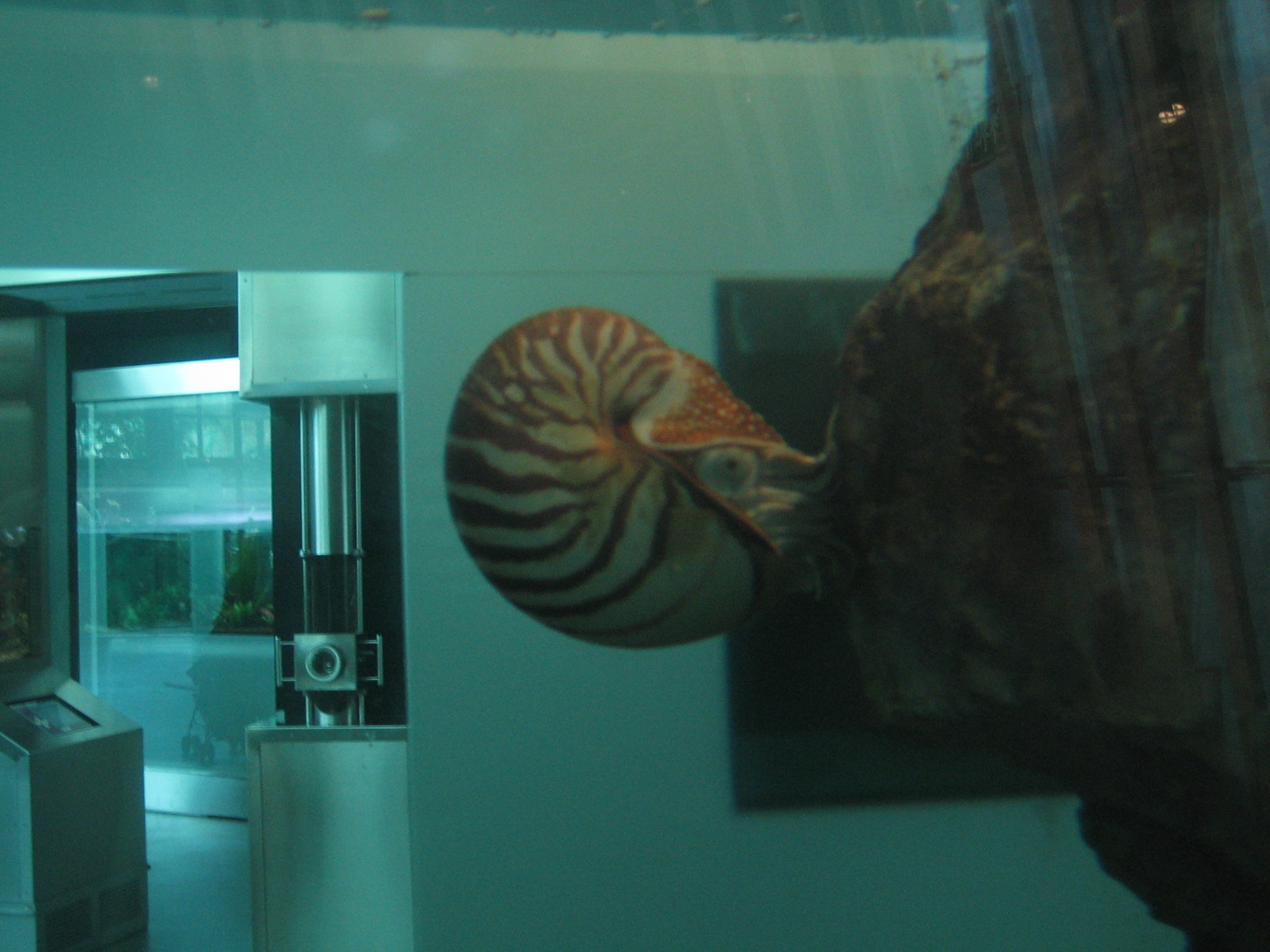
Nàutil en captivitat al CosmoCaixa, Barcelona

### Explotació
Cada any se sacrifiquen milers d'aquests mol·luscs amb la finalitat de vendre'n les conquilles. Aquestes conquilles acostumen a ser usades únicament com a element decoratiu. Durant un període de dos anys, deu mil nàutils foren capturats i morts per obtenir-ne les conquilles. Una petita part dels nàutils capturats es destinen al comerç d'animals. Indonèsia va prohibir-ne la captura i exportació el 1987, però molts altres països continuen capturant-los. Tot i que no es consideren en perill d'extinció, preocupen les conseqüències de l'explotació humana. Els nàutils són espècies vulnerables.

### Els nàutils en captivitat
Els nàutils poden viure molts anys en un aquari, però en captivitat presenten problemes per desplaçar-se, tendeixen a surar i tenen dificultats per a produir la conquilla, que sol ser descolorida i malforjada. No es coneixen solucions per a aquests problemes. Només a l'aquari del Japó (l'any 1989), i després al de Waikiki i al de Barcelona s'han aconseguit ous fèrtils de nàutils en captivitat.

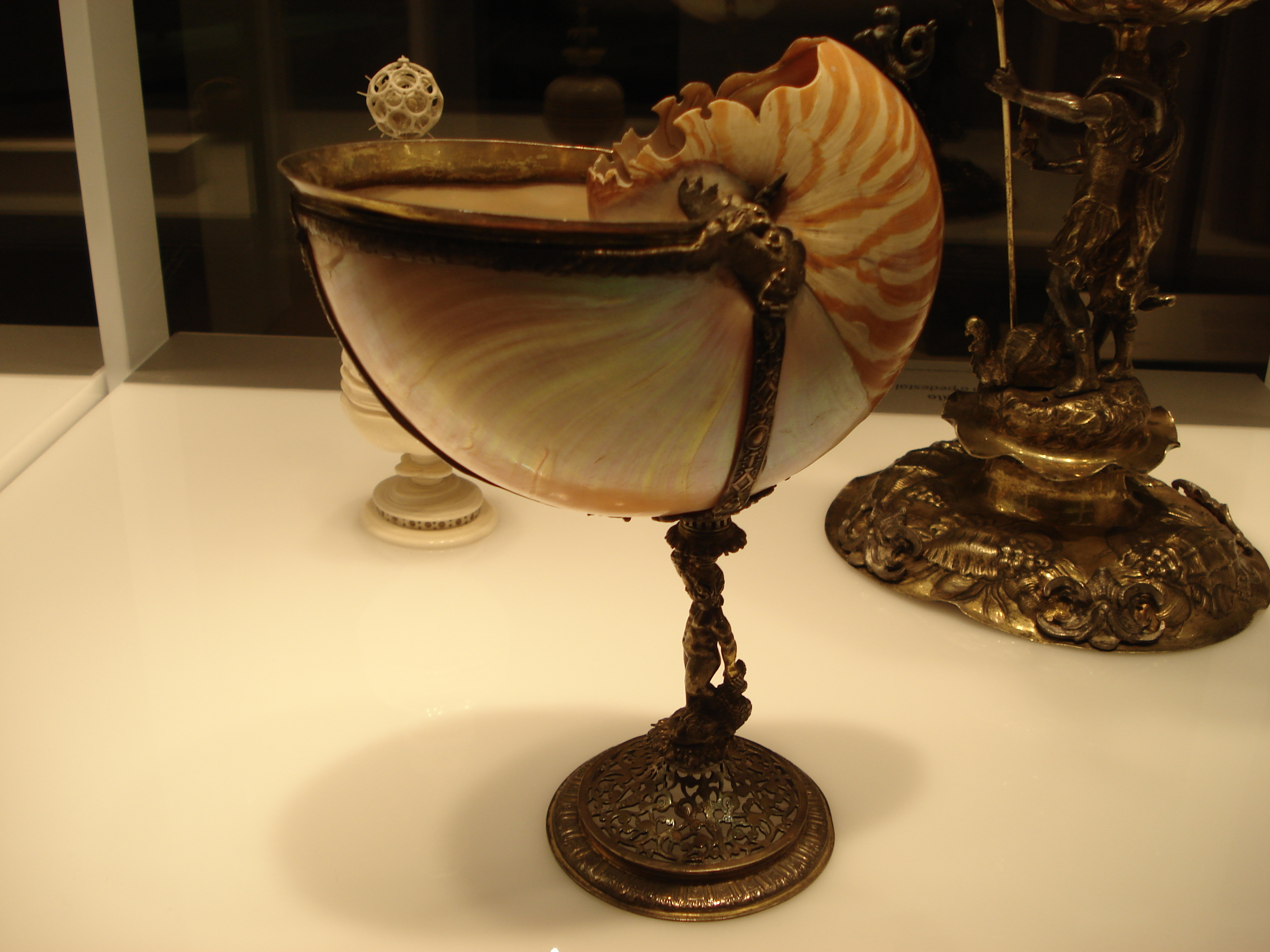
Decoració feta amb una conquilla de nàutil

### Ciència i art
Els nàutils han captat l'atenció científica des dels temps de l'antiga Grècia. En aquells temps, l'objecte de principal interès eren les particions de la conquilla. Al segle xvii, Robert Hooke rebé una conquilla de la qual feu el primer estudi de la forma. Sense haver-ne vist cap exemplar viu, va deduir correctament que les cambres contenen gas i regulen la flotabilitat de l'animal. Van haver de passar segles perquè els científics poguessin observar nàutils vius en llibertat.
En l'art, són presents en alguns poemes i la conquilla de nàutil està representada de manera prominent a l'emblema oficial de Nova Caledònia. A més, la conquilla d'aquests cefalòpodes va servir d'inspiració a Gaudí per dissenyar les seves escales modernistes.

Emblema oficial de Nova Caledònia